# 金马律
金馬律（部分传媒简称「金马」），是馬來西亞吉隆坡市中心中部的一個區域，位於獨立廣場以北，臨近咖啡山及美丹端姑，名稱來源於橫貫其核心區域的道路金馬律（Jalan Dang Wangi）。区内主要设施有金马律站和金马警区总部。

## 歷史

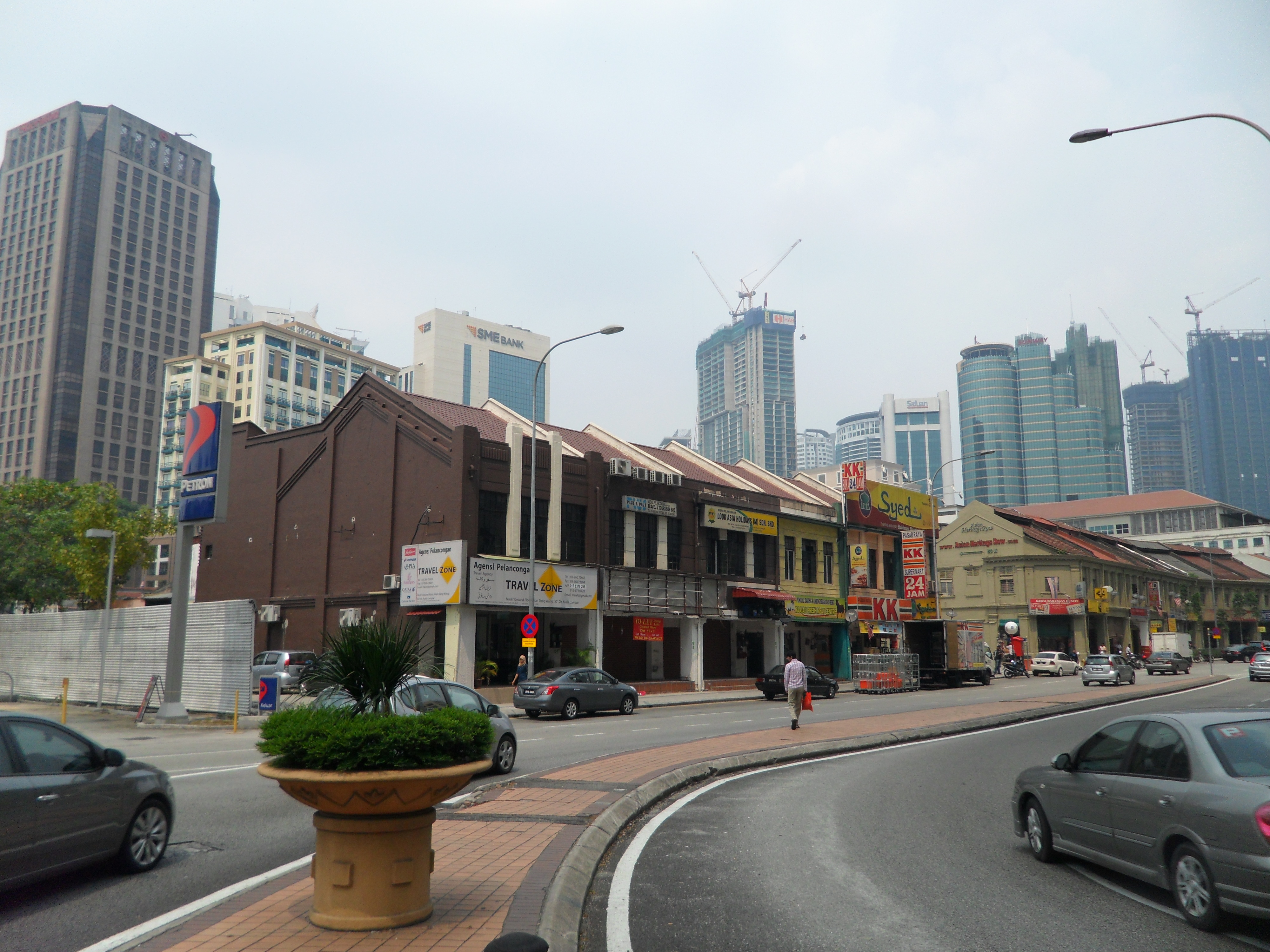
金馬律的建築以低矮的戰前店屋為主

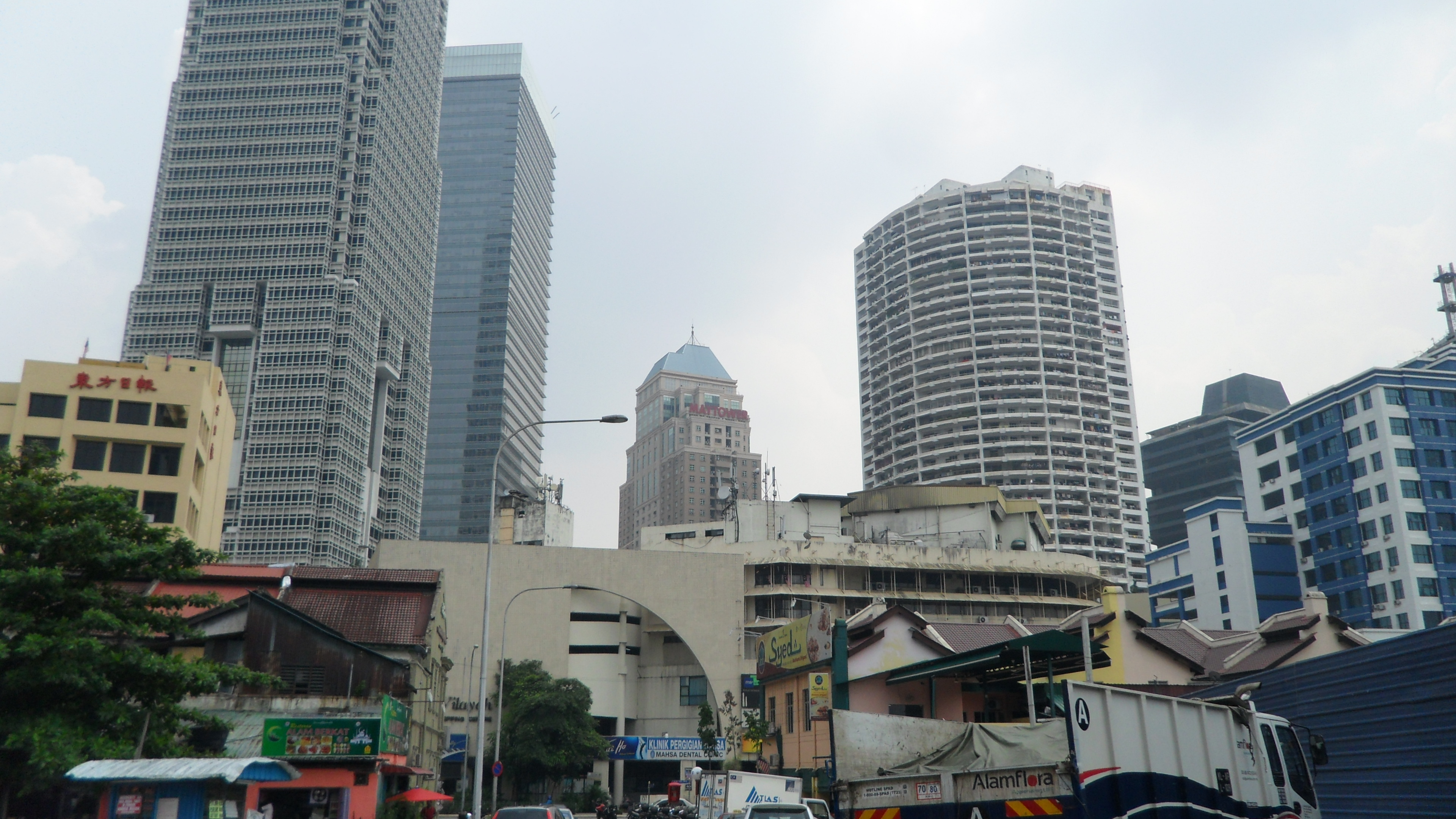
新舊建築交雜的金馬律

金馬律是「坎貝爾路」（Campbell Road）的方言音譯，是以柔佛第一任英國总顾问官坎貝爾為名的一條東西向道路，以紀念他對於甘榜峇魯馬來保留區的設立所做出的貢獻。金马律西端與東姑阿都拉曼路（峇都律）交匯，東端止於安邦路。早期華人又有譯作「金巴律」（廣東話：Gam1-baa1 leot6）或「甘馬律」（福建話：Kam-bé lu̍t）。
1980年4月24日，吉隆坡市政局改名為「當旺宜路」（Jalan Dang Wangi），是以马六甲王朝时期的历史传说人物命名。传说當旺宜是马六甲王宫中的一位侍女，与鬥士汉惹拔（Hang Jebat）生有儿子汉纳丁。然而當地華社依然將其稱為金馬律。
由於金馬律是吉隆坡發展較為悠久的社區之一，因此區內佇立許多戰前建築，建於1936年的奧迪安戏院（Odeon Cinema）是吉隆坡少數保有裝飾藝術建築的電影院，於2015年2月28日倒閉，目前租給小租戶以做特賣會所用。部分古蹟在上世紀60至90年代金馬律最繁榮的時期被拆除，改建為現代化的建築，建於1973的坎貝爾商場（Campbell Complex），是吉隆坡第一間現代化的多層購物中心，1976年4月，商場曾發生大火，但後來進行重建並重新營業。同期興建的直辖区購物中心（Wilayah Complex）亦是當地地標之一。
目前，前來金馬律消費的族群主要以印度人為主，這一帶的商店主要販售紗麗、金飾、頭巾為主，亦有部分店家改由文青咖啡館、酒吧及旅社所進駐。

## 交通

### 鐵路

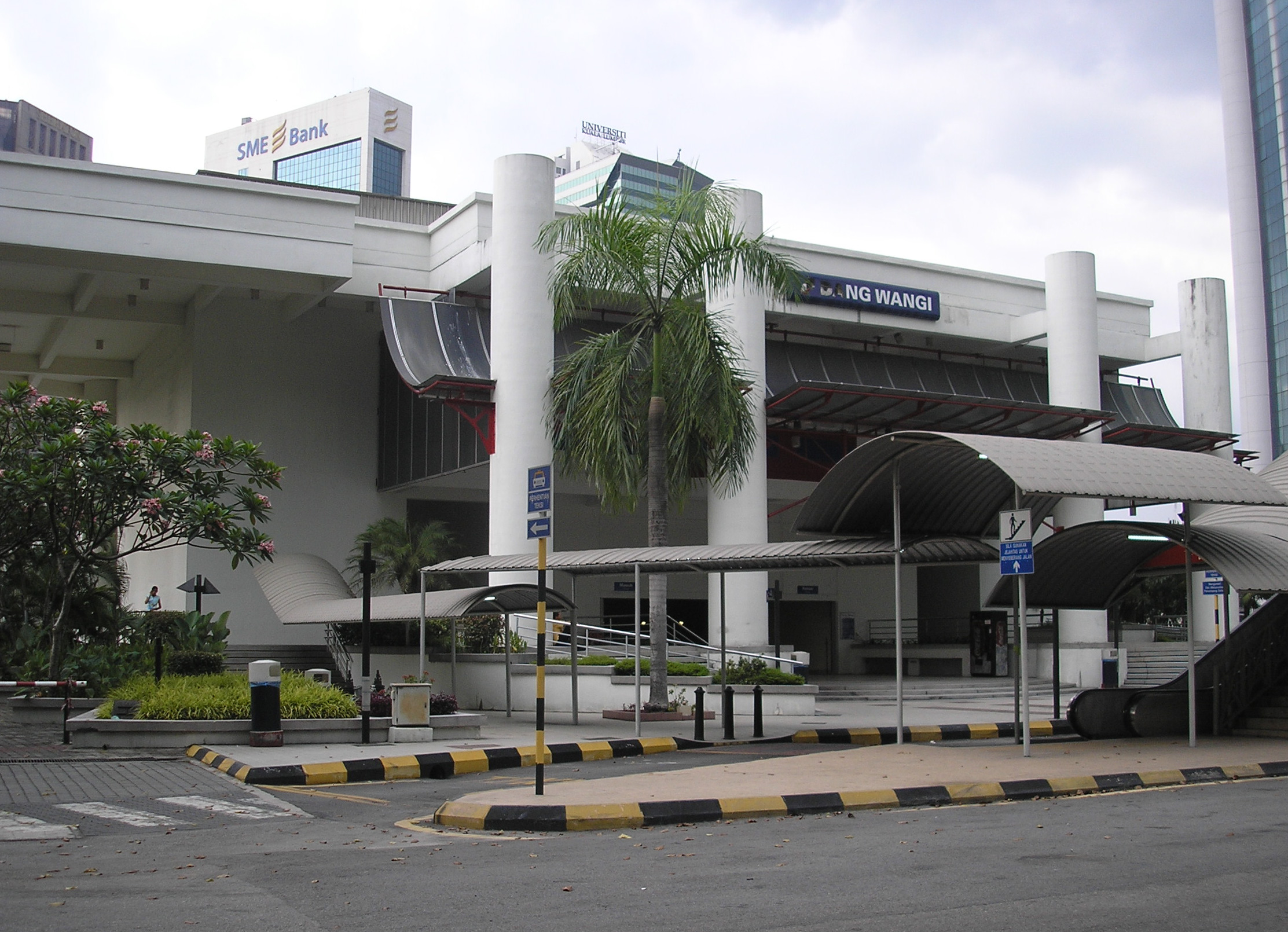
金馬律站外觀

5 格拉那再也綫在金馬律設有一站，以服務當地民眾。
轨道交通
| 車站編號 | 車站名称 | 原文名     | 车站服务       |
| -------- | -------- | ---------- | -------------- |
| KJ12     | 金馬律站 | Dang Wangi | 5 格拉那再也綫 |

## 政治
金马律属于武吉免登国会议席，该议席在马来西亚下议院的代表为来自希盟行动党的方贵伦。